# Bufons i reis
Bufons i reis és una pel·lícula catalana dirigida per Lluís Zayas Muñoz el 1994. Ha estat doblada al català i emesa per TV3 l'11 de juny de 1998. Es tracta d'una pel·lícula ambiciosa que proposa una reflexió sobre la frontera entre la realitat i la ficció o el que hom desitja. No va tenir ressò comercial.

## Sinopsi
Un equip de cinema, format per sis actors, el director i el guionista, es reuneix en una casa de camp vora el mar per preparar el rodatge d'una pel·lícula que narra els intents de seducció del promès de la seva filla per part d'una famosa actriu, que resulta ser la mare de la noia.

## Repartiment
- Vicky Peña... Marga
- Antonio Valero... Marcel
- Mercè Pons... Anna
- Jordi Dauder... Joan
- Pep Cruz... Octavi
- Miquel Insua... 	Rodolf
- Pepa López... Antònia
- Pep Martínez 	... 	Àlex
- Marian Valera ... 	Mercè
- David Cuspinera ... 	Josep

## Guardons
Fou guardonada amb el premi a la millor fotografia i a la millor actriu secundària als Premis de Cinematografia de la Generalitat de Catalunya de 1994.